# Darkoneta garza
Espèce
Synonymes
- Archoleptoneta garza Gertsch, 1974

Darkoneta garza est une espèce d'araignées aranéomorphes de la famille des Archoleptonetidae.

## Distribution
Cette espèce est endémique du Texas aux États-Unis. Elle se rencontre dans le comté de Garza.

## Description
La femelle holotype mesure 1,1 mm.

## Systématique et taxinomie
Cette espèce a été décrite sous le protonyme Archoleptoneta garza par Gertsch en 1974. Elle est placée dans le genre Darkoneta par Ledford et Griswold en 2010.

## Étymologie
Son nom d'espèce lui a été donné en référence au lieu de sa découverte, le comté de Garza.

## Publication originale
- Gertsch, 1974 : « The spider family Leptonetidae in North America. » The Journal of Arachnology, vol. 1, no 3, p. 145-203 (texte intégral).